# Leo, Traudl & der Lanz
Die Dokumentarfilmreihe Leo, Traudl & der Lanz – Ein Bulldog-Roadmovie (auch: Lanz-Leo – Ein Bulldog-Roadmovie) begleitet den als Lanz-Leo bekannten Leonhard Speer mit seiner Partnerin Traudl auf einer Reise mit einem alten Lanz Bulldog von Niederbayern nach Italien.

## Hintergrund

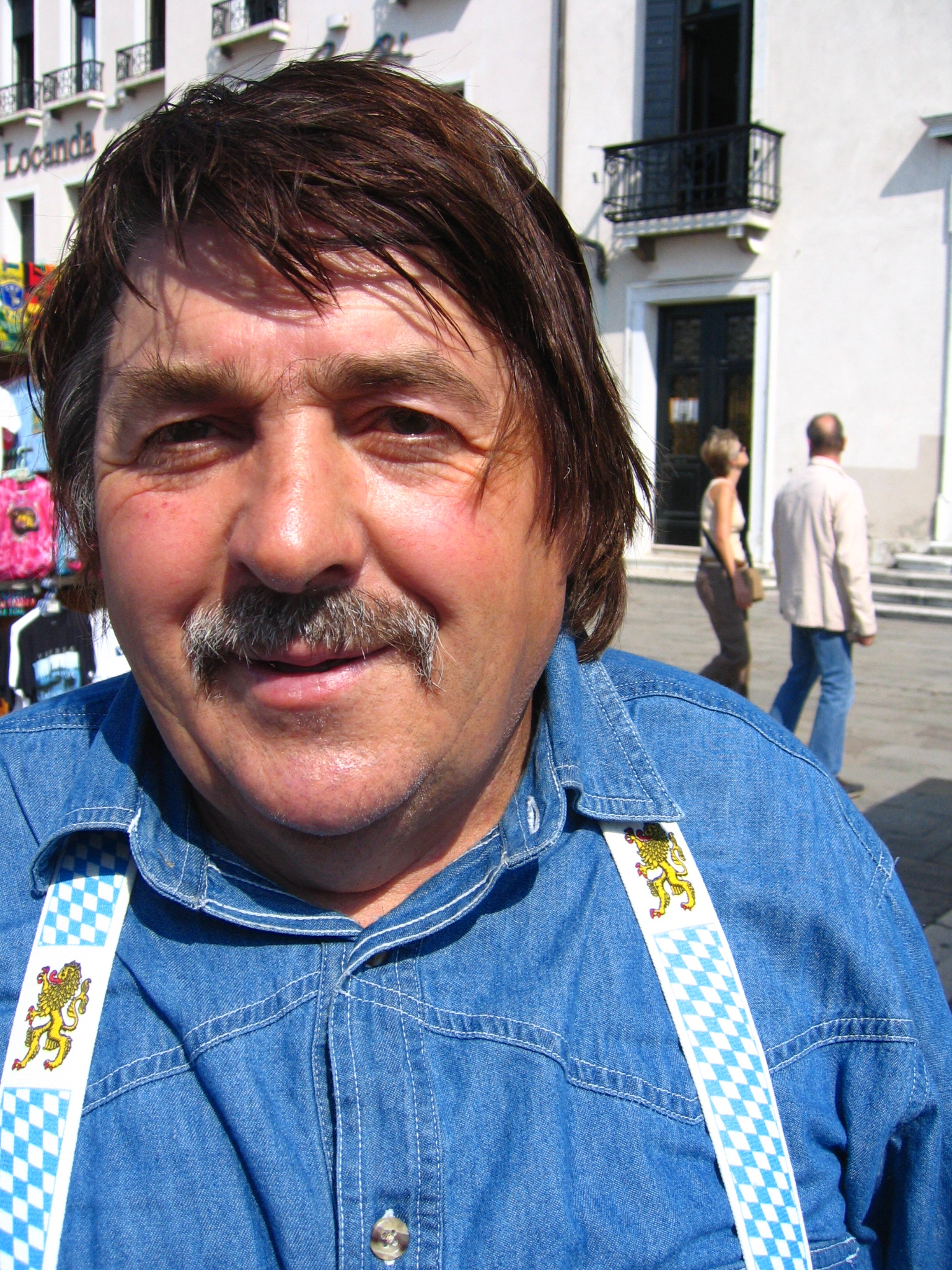
Lanz-Leo während der Dreharbeiten 2006 in Venedig

Lanz-Leo war ein Original und über die Grenzen Deutschlands hinaus als Sammler von Lanz-Traktoren sowie gemeinsam mit seiner langjährigen Partnerin Traudl als Veranstalter von großen Traktorentreffen und Hoffesten bekannt. Regisseur Christoph Schuster kam mit Leo bei einer Recherche über historische Landmaschinen in Kontakt. Als Leo dann von seiner bisher einzigen Reise – der Hochzeitsreise mit Traudl mit einem Lanz-Bulldog in das Werk der Heinrich Lanz AG in Mannheim – erzählte, bedauerte Schuster es, dass er bei dieser Reise nicht dabei war. Als Leo und Traudl dann 2006 eine Einladung auf ein großes Traktorentreffen in Italien erhielten, wollte Schuster sie auf jeden Fall begleiten und die Fahrt dokumentieren. Die Redaktion von Unser Land ließ sich schnell von dem Projekt überzeugen und so ging Schuster mit seiner Kollegin Maike Bandmann an die wochenlange Vorbereitung. Diese Vorbereitung beinhaltete auch eine Besichtigung der Reiseroute. Denn mit 23 km/h Höchstgeschwindigkeit darf man mit dem Lanz weder Autobahnen noch Schnellstraßen befahren. Und so wurden täglich zwischen 50 und 80 km Strecke zurückgelegt. Zudem haben sich Leo und Traudl bereits fünf Jahre vor der Reise scheiden lassen. Die Fahrt war deshalb auch eine Bewährungsprobe und der Versuch einer erneuten Annäherung.

## Handlung

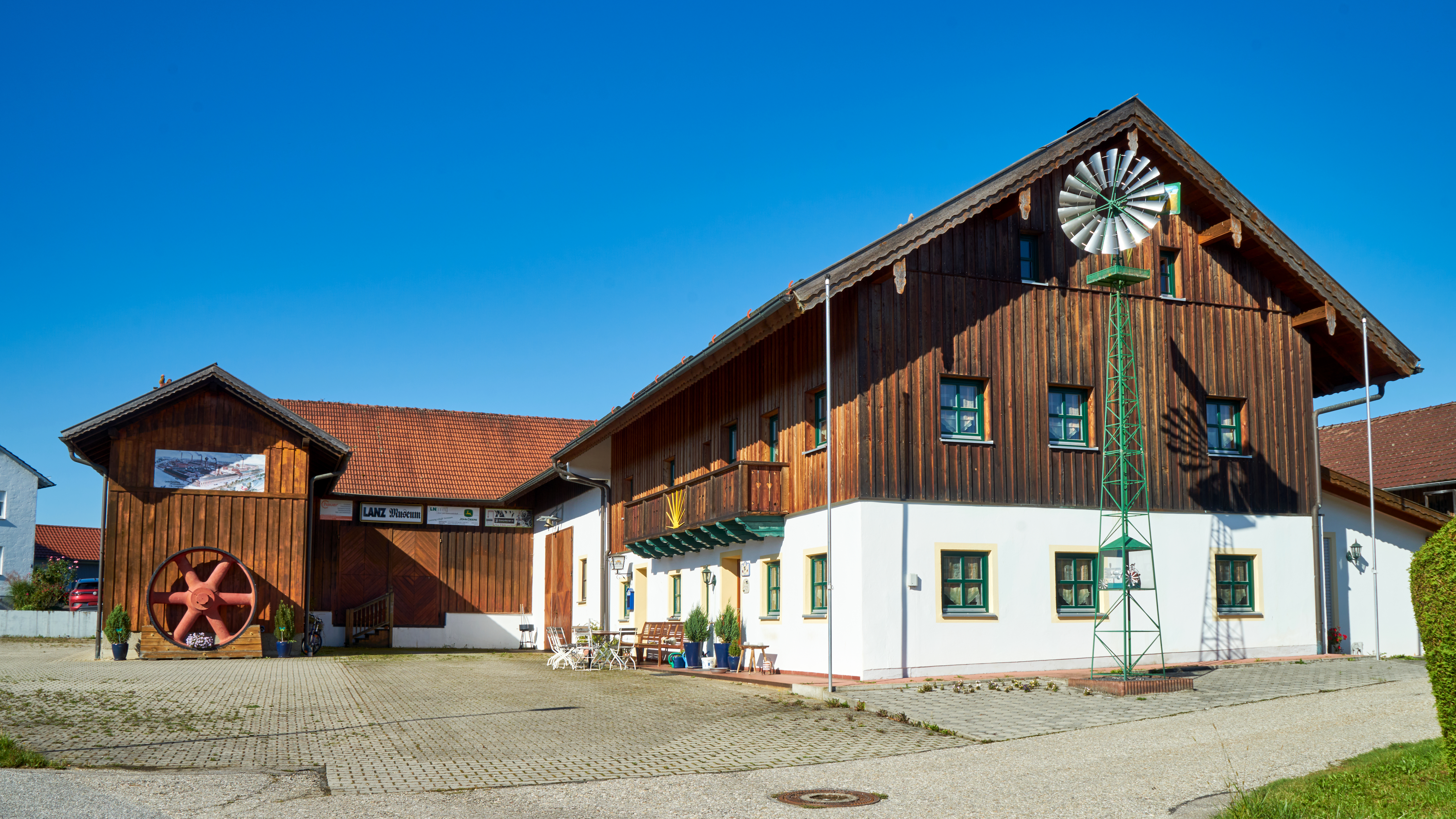
Lanz-Museum Mitterrohrbach

Die Dokumentation beginnt in Italien, wo Giuliano Golinelli einen handschriftlichen Brief in Italienisch an Leo verfasst. Er lädt ihn und Traudl zum großen Traktorentreffen nach San Biagio in der Provinz Modena ein. Es folgen die Reisevorbereitungen im Lanz-Museum Mitterrohrbach. Für die Fahrt hat Leo seinen „Graf Stauffenberg“ – einen über 70 Jahre alten Lanz 9506, den er vor vielen Jahren auf dem Gut der Familie Stauffenberg gekauft hatte – geputzt und ihm mit einem kleinen Wohnwagen ergänzt. Leo kümmert sich um die Technik und Traudl um die Routenplanung. Die fehlenden Kenntnisse der italienischen Sprache sind auf der Reise kein nennenswertes Problem, eher schon die schwierige Beziehung zwischen Leo und Traudl, die zum Zeitpunkt der Reise fünf Jahre geschieden waren. Auch der alte Bulldog macht kaum Probleme. Nur kurz hinter Braunau am Inn wird das Getriebe undicht und es ist eine echte Herausforderung, das passende, dickflüssige Öl für den alten Traktor aufzutreiben. Traudl und Leo machen einen Abstecher nach Salzburg, bevor es weiter in Richtung Berge geht. Die anspruchsvollste Etappe ist die über den Großglockner, bei der Regen, Schnee, Nebel und tiefe Temperaturen die Fahrt zu einem Abenteuer machen. Einen Tag später stehen Leo und Traudl am Plöckenpass ehrfürchtig vor der Grenze zu Italien, bevor es über Tolmezzo und den Tagliamento entlang bis nach San Daniele del Friuli geht. Als kurz darauf der Diesel zur Neige geht, wird das am Feiertag zum echten Problem, da die Tankstellen in Italien alle geschlossen haben. Schließlich erreichen Leo und Traudl nach neun Tagen Fahrt die Adria. Sie sind zum ersten Mal in ihrem Leben am Meer und vom Anblick überwältigt. Den nächsten Tag verbringen sie in Venedig, wo sich Leo und Traudl bei einer Gondelfahrt wieder näher kommen und erste Pläne für eine gemeinsame Zukunft schmieden. Nach fast zwei Wochen Fahrt erreichen Leo und Traudl schließlich das Traktorentreffen. Sie sind Ehrengäste und werden vom Publikum mit Applaus empfangen. Leo ist vom Anblick der unzähligen Landini-Traktoren und der Lokomobile überwältigt und bereut keine Sekunde lang, dass er diese Reise gemacht hat. Die Dokumentation endet mit einer Versöhnung zwischen Leo und Traudl und Rückblenden auf die prägendsten Ereignisse der Reise.

## Route

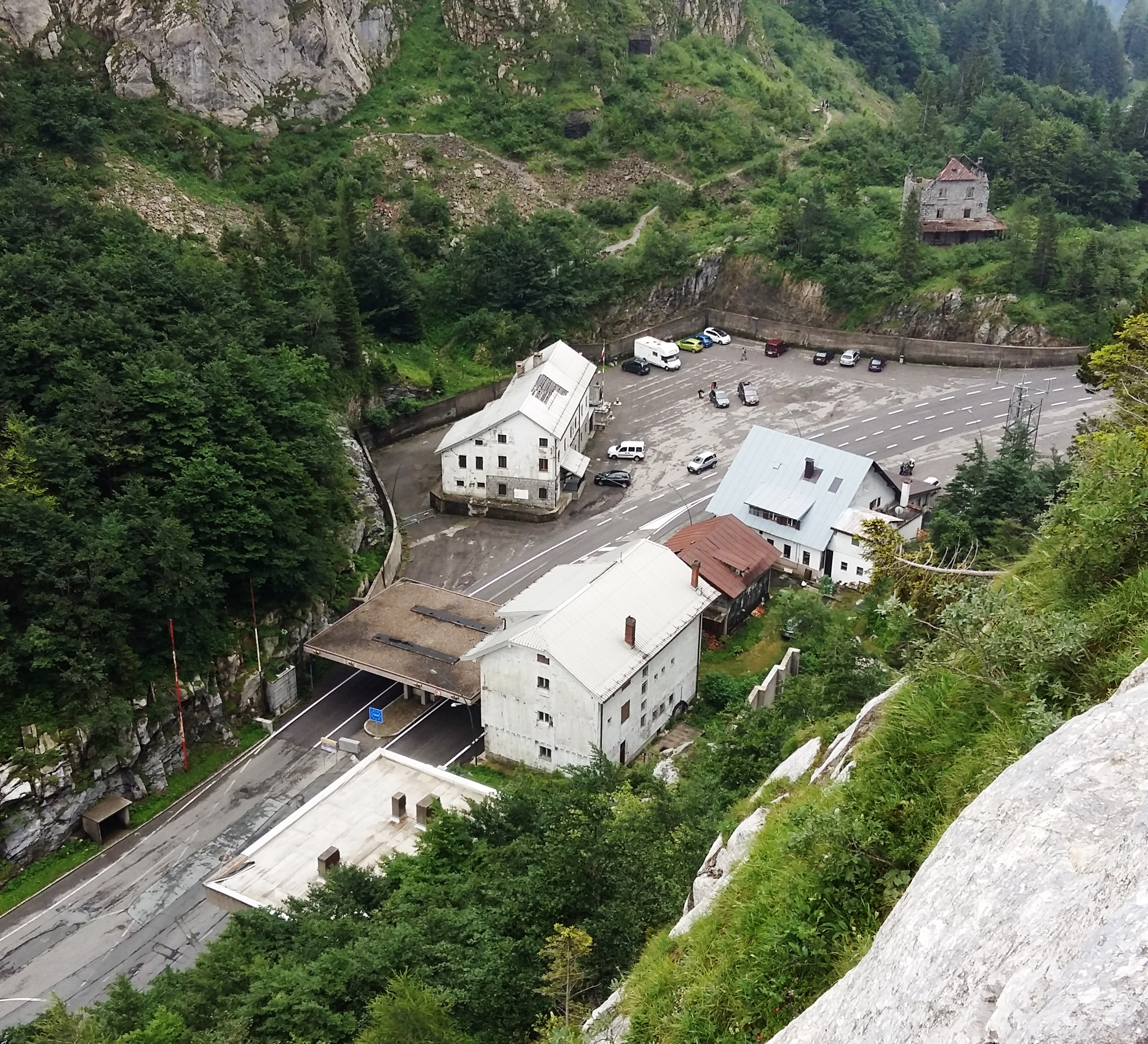
Grenzübergang am Plöckenpass

- Montag, 7. August 2006: Mitterrohrbach
- Dienstag, 8. August 2006: Mitterrohrbach, Eggenfelden, Simbach am Inn, Burgkirchen
- Mittwoch, 9. August 2006: Burgkirchen, Lofer bei Obertrum, Salzburg, Hallein
- Donnerstag, 10. August 2006: Hallein, Golling, Sankt Johann im Pongau
- Freitag, 11. August 2006: Sankt Johann im Pongau, Lend, „Mankeiwirt“ am Großglockner
- Samstag, 12. August 2006: Großglockner, Oberdrauburg
- Sonntag, 13. August 2006: Oberdrauburg, Plöckenpass, Arta Terme
- Montag, 14. August 2006: Arta Terme, Tolmezzo, San Daniele del Friuli
- Dienstag, 15. August 2006: San Daniele del Friuli, Noventa di Piave
- Mittwoch, 16. August 2006: Noventa di Piave, Lido di Jesolo/Cavallino
- Donnerstag, 17. August 2006: Lido di Jesolo, Venedig, Mira
- Freitag, 18. August 2006: Mira, Agna, Fratta Polesine
- Samstag, 19. August 2006: Fratta Polesine, Sermide, San Biagio
- Sonntag, 20. August 2006: San Biagio[1]

## Produktion
Leo, Traudl & der Lanz wurde vom Bayerischen Rundfunk für die Sendung Unser Land produziert. Dazu begleiteten die Regisseure Christoph Schuster und Maike Bandmann gemeinsam mit dem Kameramann Michael Maylandt und der Kameraassistentin Stefanie Gruber sowie dem Tonmann Daniel Lehner Leo und Traudl 14 Tage lang von Mitterrohrbach in Niederbayern bis zum Traktorentreffen in San Biagio. Der kleine Ort ist eine Fraktion von San Felice sul Panaro in der italienischen Provinz Modena. Vorausgegangen war eine mehrwöchige intensive Planung sowie eine Besichtigung der Reiseroute durch die Regisseure. Gefilmt wurde im August 2006, die 21-teilige Reihe wurde in der Sendung Unser Land 2007 zum ersten Mal im Fernsehen gezeigt. 2010 erfolgte eine Veröffentlichung als DVD. Auf der DVD befindet sich neben einer Bildergalerie der Reise auch ein Porträt von Christoph Schuster über den Lanz-Leo und sein Lanz-Museum in Mitterrohrbach, gesprochen von Jörg Hube.

## Veröffentlichung
Leo, Traudl & der Lanz wurde 2007 zum ersten Mal in Unser Land im Bayerischen Rundfunk gezeigt. Am 18. Mai 2010 wurde die Sendung – zeitgleich mit einer erneuten Ausstrahlung im Fernsehen – von KNM auf DVD veröffentlicht. Die in der Originalfassung 170 Minuten lange Version wurde für die Veröffentlichung im Fernsehen teilweise drastisch auf etwa 60 Minuten gekürzt.

## Musik
Einige Szenen sind mit passender Musik hinterlegt, so erklingt z. B. nach der Gondelfahrt in Venedig und der Versöhnung zwischen Traudl und Leo Stand by Your Man von Tammy Wynette. Bei den Aufnahmen des fahrenden Gespanns wird meist In the Reins von Calexico und Iron & Wine gespielt.